# The Blade (journal)
Pour les articles homonymes, voir The Blade (homonymie).
The Blade, également connu sous le titre Toledo Blade, est un quotidien grand format publié à Toledo dans l’Ohio aux États-Unis depuis 1835,.